# Les Incroyables Pouvoirs d'Alex
Les Incroyables Pouvoirs d'Alex  (The Secret World of Alex Mack) est une série télévisée américaine de science fiction et fantastique en 78 épisodes de 22 minutes, créée par Ken Lipman et Thomas W. Lynch (en) et diffusée entre le 8 octobre 1994 et le 15 janvier 1998 sur Nickelodeon.
En France, la série a été diffusée à partir du 4 septembre 1996 sur France 2 ainsi que sur Canal J.

## Intrigue

### Phrase d'accroche des génériques
Chaque épisode comme par une phrase d'accroche, énoncée en voix off par Larisa Oleynik (en v.f. Valérie Siclay) par dessus la musique du thème de la série.
Dans la première saison celle-ci était:

« Vous aimeriez vivre ici vous? Moi j'y suis obligée. Je m'appelle Alex Mack. Je n'étais qu'une enfant ordinaire jusqu'à qu'à mon premier jour au collège. Au moment où je rentrais chez moi, il y a eu un accident : j'ai été aspergé par un drôle de produit chimique. Et depuis... rien n'est plus pareil. Ray, mon meilleur ami, trouve ça génial. Et ma sœur Annie me considère comme un projet scientifique. Je ne peux mettre personne d'autre au courant, même pas mes parents. Je sais que les gens de l'usine de produits chimiques me cherchent pour me transformer en cobaye. Mais il y a autre chose que je sais: je sors de l'ordinaire maintenant. »

— — Citation d'Alex Mack dans le générique de la première saison
Dans les saisons suivantes la phrase d'accroche sera raccourcie suivant la même évolution que celle prononcée en v.o. par Larisa Oleynik:

« Je m'appelle Alex Mack. Je n'étais qu'une enfant ordinaire jusqu'à ce qu'un accident transforme ma vie. Depuis rien n'est plus pareil. Ray, mon meilleur ami, trouve ça génial. Ma sœur Annie me considère comme un projet scientifique. Je ne peux mettre personne d'autre au courant, même pas mes parents. Je sais que les gens de l'usine de produits chimiques me cherchent pour me transformer en cobaye. Mais il y a une autre chose que je sais: je sors de l'ordinaire maintenant. »

— — Citation d'Alex Mack dans le générique des saisons 2, 3 et 4

### Synopsis
Alexandra « Alex » Mack est une adolescente ordinaire qui vit dans la ville industrielle de Paradise Valley avec ses parents, George et Barbara, et sa sœur aînée précoce, Annie.
La ville s'articule principalement autour de l'usine chimique de Paradise Valley (Paradise Valley Chemical Plant en v.o.) qui emploie la plupart des résidents adultes, mais dont l'histoire et le personnel sont notoirement douteux.
En rentrant chez elle après sa première journée de collège, Alex manque d'être renversée par un camion de l'usine chimique de Paradise Valley conduit par Dave Watt. Lors de l'incident, elle est accidentellement aspergée de GC-161, un produit chimique expérimental développé par l'usine.
Elle découvre bientôt que ce produit lui confère d'étranges pouvoirs, dont la télékinésie, la capacité de générer de l'électricité du bout des doigts et celle de se transformer en une flaque liquide mobile.
Si Alex trouve ses pouvoirs excitants, ils sont imprévisibles : sa peau devient parfois jaune vif lorsqu'elle est nerveuse.
Elle ne se confie qu'à Annie et à son meilleur ami Ray, choisissant de garder ses pouvoirs secrets, y compris de ses parents, afin de se protéger de l'impitoyable PDG de l'usine chimique, Danielle Atron qui souhaiterait mener des expériences sur la jeune fille, ainsi que de Vince Carter, l'implacable responsable de la sécurité, et de Dave Watt, le chauffeur impliqué malgré lui dans cette histoire.

### Aperçu de la série
La série évolue des saisons 1 à 4, passant de plaisanteries innocentes à des connotations plus sombres.
Les saisons 1 et 2 sont principalement consacrées à des mésaventures joyeuses et à des rencontres comiques avec Vince et Dave, employés incompétents de l'usine chimique de Paradise Valley.
Les saisons 3 et 4 prennent une tournure plus sérieuse et sombre: il est révélé que Danielle Atron développait le GC-161 dès les années 1970 et qu'elle aurait fait assassiner systématiquement ses collègues scientifiques et chercheurs pour dissimuler les effets mutagènes du GC-161 sur les êtres humains.
Parmi les intrigues secondaires de la série, on retrouve: Barbara Mack retournant à l'université en tant qu'étudiante adulte; Alex et ses amis devenant la cible d'une brute à l'école; Scott, le béguin d'Alex, se révélant être un ami de passage; et Louis Driscoll se liant d'amitié avec Alex et Ray après son arrivée à Paradise Valley en tant que nouvel étudiant.
Vince, quant à lui, est renvoyé dans la saison 3 et remplacé par Lars Frederickson, un scientifique asocial né à Vienne.
Vince réapparaît fréquemment en tant que personnage invité, obsédé par l'idée de retrouver son emploi.
Alors qu'Alex était initialement victime de harcèlement de la part d'une élève plus âgée nommée Jessica dans la saison 1, l'actrice incarnée par Jessica, Jessica Alba, partira pour d'autres projets. Son personnage fut remplacé par Kelly, une pom-pom girl BCBG mais méchante, puis par Jo (la brute de l'école qui s'en prend à Alex et Ray).
Dans la saison 4, Alex développe une relation sérieuse avec Hunter, un nouveau venu en ville.
Elle le croit d'abord fasciné par Danielle Atron après avoir découvert ce qui semble être un sanctuaire dédié à cette femme dans sa chambre. Mais Hunter enquête sur l'implication potentielle de Danielle Atron dans la mort par noyade de son père, un scientifique. Alex partagera son premier baiser avec lui.

## Distribution

### Acteurs principaux
| Acteurs | Voix françaises  | Rôles                    | Apparitions   |
| --- | ---------------- | ------------------------ | ------------- |
| Larisa Oleynik | Valérie Siclay   | Alexandra « Alex » Mack  | Saisons 1 à 4 |
| Alex est une adolescente ordinaire de Paradise Valley. En rentrant de l'école, elle manque d'être percutée par un camion transportant du GC-161 et en est aspergée, lui conférant des pouvoirs extraordinaires. Parmi eux, la télékinésie, la capacité de générer de l'électricité du bout des doigts, et la capacité de se liquéfier et de se déplacer d'un endroit à un autre sous la forme d'une flaque de liquide. Elle manifeste brièvement une force surhumaine suite à une réaction inhabituelle de son corps à une nouvelle recette de curry que sa mère venait de tester. Cependant, cela a été valable dans un seul épisode, car sa mère n'a plus jamais utilisé la recette. |                  |                          |               |
| Darris Love | Pascal Grull     | Raymond « Ray » Alvarado | Saisons 1 à 4 |
| Le meilleur ami et voisin d'Alex, et le seul, à part Annie, à connaître les pouvoirs d'Alex. |                  |                          |               |
| Meredith Bishop | Laurence Sacquet | Anne « Annie » Mack      | Saisons 1 à 4 |
| Sœur aînée d'Alex, elle-même génie scientifique. Avec Ray, elle est la seule à connaître les pouvoirs d'Alex. Elle administre divers tests scientifiques pour assurer la sécurité d'Alex. Elle espère également présenter un jour ses recherches afin d'arrêter Danielle Atron. |                  |                          |               |
| Michael Blakley | Patrick Préjean  | George Mack              | Saisons 1 à 4 |
| Le père d'Annie et Alex. C'est un brillant chimiste travaillant pour Danielle Atron à l'usine chimique de Paradise Valley. |                  |                          |               |
| Dorian Lopinto | Joëlle Fossier   | Barbara Mack             | Saisons 1 à 4 |
| La mère d'Annie et Alex. C'est une femme plus terre-à-terre travaillant pour Danielle Atron l'usine chimique afin d'améliorer les relations publiques de l'usine chimique de Paradise Valley. |                  |                          |               |

### Acteurs secondaires
| Acteurs | Voix françaises    | Rôles                   | Apparitions       |
| --- | ------------------ | ----------------------- | ----------------- |
| Benjamin Kimball Smith | Christophe Lemoine | Louis Driscoll          | Saisons 2 à 4     |
| L'ami acerbe d'Alex et Ray, qui arrive à Paradise Valley depuis Cincinnati dans la saison 2. Au début, Alex est jalouse de Louis, mais ils finissent par devenir amis. Alex et sa bande trouvent généralement Louis agaçant et arrogant. Cependant il peut parfois se montrer très attentionné et bienveillant. Ainsi il tente de manière désintéressé de sauver un jeune enfant coincé sous un tuyau en ciment. Ou lorsqu'il aide Alex à réaliser une vidéo d'amitié pour Nathan Dean, de leur classe. Le père de Louis est un homme d'affaires et un entrepreneur. |                    |                         |                   |
| John Nielsen |                    | Dave Watt               | Saisons 1 à 4     |
| Le chauffeur de camion apparemment stupide au volant du camion ayant accidentellement déversé le produit chimique GC-161 sur Alex. Seul témoin de l'accident, Dave est souvent contraint de collaborer avec Vince Carter pour tenter de trouver l'enfant de l'accident. Après avoir vu Alex utiliser ses pouvoirs au lycée, Dave cache la vérité à Danielle pour la protéger, connaissant la nature horribles des expériences dont cette dernière est capable. Dans la saison 4, Dave se révèle bien plus intelligent que Danielle ne le croit, lui avouant qu'il aime simplement vivre une vie simple. Il fait également office de lanceur d'alerte auprès de George Mack au sujet de la corruption à l'usine. Alex le serre dans ses bras après avoir appris qu'il avait gardé son secret pour la protéger. Reconnaissant, George Mack promet ensuite de lui trouver un emploi dans une autre usine chimique. |                    |                         |                   |
| Jason Strickland |                    | Scott Greene            | Saisons 1 à 3     |
| Le béguin d'Alex au collège, un sportif plus âgé. Alex découvre finalement la nature fade de Scott lorsqu'il lui vole les photos qu'elle a prises alors qu'elle travaillait pour l'album photo de l'école. |                    |                         |                   |
| Jessica Alba |                    | Jessica                 | Saison 1          |
| La première petite amie de Scott et la première rivale de collège d'Alex. |                    |                         |                   |
| Hilary Salvatore |                    | Kelly Phillips          | Saisons 2 à 4     |
| Seconde petite amie de Scott et seconde rivale d'Alex au collège. Kelly discrédite Alex à chaque occasion, au grand désespoir de cette dernière. |                    |                         |                   |
| Natanya Ross | Amélie Morin       | Robyn Russo             | Saisons 1 à 4     |
| Une amie de quartier d'Alex et Ray. Bien que possédant un sens de l'humour sardonique et qu'étant de compagnie sympathique, elle souffre d'un manque d'estime de soi et peut être très déprimante, exprimant parfois des opinions sombres sur la mort et le nihilisme. Robyn porte souvent du noir et s'habille de plus en plus de manière gothique au fil de la série. Elle a un hamster nommé Donald qui, en mourant, la plonge dans un deuil intense. Robyn découvre finalement les pouvoirs d'Alex dans le dernier épisode de la série, mais refuse de croire Louis lorsqu'il le lui révèle. |                    |                         |                   |
| Alexis Fields | Fatiha Chriette    | Nicole Wilson           | Saisons 1 à 4     |
| Une autre amie d'Alex et Ray. À l'opposé de Robyn, elle a une attitude proactive et un comportement rebelle. Nicole est souvent impliquée dans des causes de justice sociale, principalement la protection de l'environnement et la défense des animaux. Dans l'épisode Le Voisin de la saison 3, l'idéalisme de Nicole et ses ambitions de rendre le monde meilleur rappelle étonnamment à Danielle Atron comment elle était plus jeune. Celle-ci admet que devenir PDG de l'usine chimique de Paradise Valley l'a depuis rendue apathique. Nicole n'apparaît pas dans le dernier épisode de la série pour découvrir les pouvoirs d'Alex. |                    |                         |                   |
| Louan Gideon | Catherine Lafond   | Danielle Atron          | Saisons 1 à 4     |
| La PDG de l'usine chimique de Paradise Valley est la principale antagoniste de la série. Elle souhaite commercialiser le GC-161 comme un nouveau médicament amaigrissant radical. En parallèle elle s’efforce de plus en plus de retrouver l'enfant contaminé au GC-161 (dont elle découvre qu'il s'agit d'Alex uniquement dans les deux derniers épisodes). Ses motivations sont à la fois d'en faire un sujet de test et surtout éviter qu'il compromettre le secret de ses projets, réalisés en dehors du cadre légal. Dans la saison 2, l'enfance de Danielle est examinée, révélant qu'elle était un prodige. Lorsque Danielle a cessé de parler à ses grands-parents, les voisins ont commencé à raconter qu'elle avait été retirée de chez elle après avoir été découverte enfermée au sous-sol par sa mère. Sa grand-mère a vendu le terrain que Danielle a acheté plus tard pour y construire l'usine chimique de Paradise Valley. Dans la saison 4, il est révélé dans une coupure de journal dans la chambre d'Hunter que Danielle avait sauvé plusieurs personnes lors de l'incendie d'une usine chimique rivale. Cependant cet accident a provoqué une toxicité et des défauts génétiques l'affectant ainsi que les autres victimes. Suite à cela elle a fait de l'usine chimique de Paradise Valley le principal employeur de la ville. |                    |                         |                   |
| John Marzilli | Guy Chapellier     | Vince Carter            | Saisons 1 à 4     |
| Chef de la sécurité de l'usine chimique de Paradise Valley, Vince est un ancien Navy Seal et utilise des tactiques illégales pour protéger les intérêts de Danielle Atron. Vince dit souvent du gouvernement fédéral : « Je ne suis pas l'un de leurs préférés ». Il semble souffir d'un trouble mental et on ignore ses raisons l'ayant poussé à travailler pour l'usine chimique de Paradise Valley. Il se fait une obsession de retrouver l'enfant contaminé au GC-161 (même après avoir été renvoyé de l'usine). Après son licenciement, il commence à s'habiller avec un treillis militaire et à se parler à lui-même. Bien qu'il soit souvent cruel envers Dave, il le traite parfois comme son seul véritable ami. Pris au piège dans un conduit d'aération de la Maison Mack, il fond en larmes lorsque Barbara dit de lui : « Cet homme n'avait pas d'amis » (depuis l'époque où elle travaillait à ses côtés). |                    |                         |                   |
| Acteur animal |                    | Oscar                   | Saison 2 et 3     |
| Un chimpanzé que Dave a voulu offrir à Vince pour Noël dans la saison 2. Oscar consomme un verre de gélatine GC-161 ouvert, acquérant des pouvoirs similaires à ceux d'Alex. Dans la saison 3, il est révélé qu'il a été adopté par Dave et vit dans sa caravane. |                    |                         |                   |
| Kevin Quigley |                    | Lars Frederickson       | Saisons 3 et 4    |
| Chimiste talentueux, originaire de la branche étrangère de l'usine chimique de Paradise Valley à Vienne. Il deviendra le principal subordonné de Danielle Atron après le licenciement de Vince. Sa femme, Inez, était timide et assistera à un dîner gênant chez les Mack. Annie et Lars découvriront ensemble un rapport inquiétant des années 1970 révélant que le GC-161 était plus ancien qu'ils ne le pensaient initialement. Ils apprennent également que tous les scientifiques du projet de recherche initial, à l'exception de Danielle Atron, étaient portés disparus ou décédés. Préoccupé par cette découverte, il ira voir Danielle pour l'interroger, mais décidera ensuite de l'aider à étouffer le rapport. Son prénom a été choisi à partir de celui d'un des membres du groupe de punk rock Rancid. |                    |                         |                   |
| Charlotte Ayanna |                    | Hannah Mercury          | Saisons 3 et 4    |
| La fille la plus populaire du collège et rôle principale de la pièce de théatre, pour qui Ray a le béguin. Elle sortira ensuite avec Louis au Lycée. |                    |                         |                   |
| Will Estes | Hervé Rey          | Hunter Reeves           | Saison 4          |
| Hunter est arrivé à Paradise Valley avec pour objectif de comprendre la disparition de son père et le lien avec le GC-161. Après s'être infiltrée dans sa chambre, Alex y découvrira un sanctuaire dédié à Danielle Atron, mais réalisera ensuite qu'il enquêtait sur l'usine. Alex finira par l'embrasser et lui révèlera ses pouvoirs dans la saison 4. |                    |                         |                   |
| Jennifer Manley |                    | Jo                      | Saisons 3 et 4    |
| Jo est une brute du lycée qui tourmente Alex, Ray et Robyn dans plusieurs épisodes au cours des saisons 3 et 4. |                    |                         |                   |
| Josh Keaton |                    | Bruce Lester            | Saisons 2 et 3    |
| Le petit ami d'Annie tout au long de la saison 2. Bryce et Annie pratiquent l'alpinisme et se portent volontaires pour un spectacle de magie amateur. Ils finissent par rompre tout restant amis, laissant Annie dévastée, même si elle se rapproche de sa sœur par la suite. |                    |                         |                   |
| Mink Stole |                    | Mmme. Ward              | Saisons 2 et 3    |
| Professeur de littérature et mère de Toby Ward. Elle s'occupe également des pièces du théâtre du collège. |                    |                         |                   |
| Hank Harris |                    | Nathan "Creeper" Dean   | Saisons 3 et 4    |
| Nathan est un garçon timide et neurodivergent qui suit le cours de cinéma d'Alex et l'embarrasse avec un projet vidéo bizarre présenté aux autres élèves et à son professeur. |                    |                         |                   |
| LaReine Chabut |                    | Gloria                  | Saisons 3 et 4    |
| Gloria est la patronne d'Alex, propriétaire d'une boutique de beignets à la boulangerie locale « Wayne's Wigwam ». Dans la saison 4, Alex se brouille avec Gloria au sujet de l'utilisation d'assiettes en polystyrène, néfastes pour l'environnement. |                    |                         |                   |
| J.D. Hall |                    | Mr. Alverado            | Saisons 1 et 2    |
| Le père de Ray, qui partage sa passion pour la musique. |                    |                         |                   |
| Frankie Como |                    | Gino Lawless            | Saisons 1, 2 et 4 |
| Gino était agent de sécurité chez à l'usine chimique de Paradise Valley. Il devient plus tard un agent du gouvernement récurrent enquêtant sur l'usine. Le nom de famille de Gino a été choisi ironiquement, car il est l'un des rares employés de l'usine chimique de Paradise Valley à avoir des scrupules. |                    |                         |                   |
| Francis Xavier McCarthy |                    | Elias Griffin           | Saison 4          |
| Griffin était un membre de la Food and Drug Administration (FDA), secrètement soudoyé par Danielle Atron pour dissimuler les effets secondaires du GC-161 afin qu'il soit approuvé plus rapidement. Il est arrêté, après avoir échoué au détecteur de mensonges administré par Gino. Le personnage apparaît tout au long de la saison 4. |                    |                         |                   |
| Jim Wise |                    | Chester                 | Saison 4          |
| Un policier local, une des connaissances d'Alex. |                    |                         |                   |
| Corey Joshua Taylor |                    | Gordon "Scooter" Kramer | Saisons 2, 3 et 4 |
| Scooter est le collègue de travail de George Mack et un personnage secondaire tout au long des saisons 3 et 4. |                    |                         |                   |
| Ron Melendez |                    | Darren                  | Saison 3          |
| Darren est un stagiaire dans l'équipe de Georges Mack sur qui Annie a un crush 3 et 4. |                    |                         |                   |
| Glenn Morshower |                    | Coach Rooney            | Saisons 2 et 3    |
| Un entraîneur sportif bruyant avec un comportement de type militaire. Il encadre l'équipe de basket de Ray. |                    |                         |                   |

### Acteurs invités
| Acteurs               | Voix françaises | Rôles                         | Apparition                | Titre français                                   | Titre original                               |
| --------------------- | --- | ----------------------------- | ------------------------- | ------------------------------------------------ | -------------------------------------------- |
| Alexana Lambros       | | Ellen                         | Saison 1 - épisode 2      | Le Défi                                          | Hoop War                                     |
| Alexana Lambros       | Une copine de Jessica et sa partenaire de jeu pour le match de basket contre Alex et Ray. |                               |                           |                                                  |                                              |
| Tim Colceri           | | Mr Heller                     | Saison 1 - épisode 2      | Le Défi                                          | Hoop War                                     |
| Tim Colceri           | Le surveillant général du collège qui a arrêté la bataille de nourriture et a obligé Alex, Ray, Ellen et Jessica à nettoyer la cafétéria extérieure pendant une semaine. |                               |                           |                                                  |                                              |
| Majorie Bowman        | | Mme Koch                      | Saison 1 - épisode 2      | Le Défi                                          | Hoop War                                     |
| Majorie Bowman        | L'assistante de Danielle Atron qui a laissé entrer Annie dans son bureau. |                               |                           |                                                  |                                              |
| Jason Marsden         | | Carlton                       | Saison 1 - épisode 3      | Le Projet                                        | Shock Value                                  |
| Jason Marsden         | Carlton est le neveu geek et manipulateur de Danielle et le rival scientifique d'Annie Mack. Il tente de saboter le projet d'Annie lors d'une compétition scientifique. Vince croit d'abord que Carlton est l'enfant GC-161 cela qui s'avère ensuite faux. Carlton perd ensuite face à Annie et est vu pour la dernière fois en train de pleurer à côté de son projet raté.                                                                      |                               |                           |                                                  |                                              |
| Sherman Hemsley       | | Professeur Lake               | Saison 1 - épisode 11     | Faux départ                                      | Annie Bails                                  |
| Sherman Hemsley       | Un ancien prix Nobel et professeur à l'académie scientifique de Phillipsburg qui tente de convaincre Annie de s'y inscrire. |                               |                           |                                                  |                                              |
| Benny Grant           | | Toby Ward                     | Saison 2 - épisode 3      | Le Nouveau venu                                  | New Kid in Town                              |
| Benny Grant           | Une brute, également fils de Mme. Ward, s'en prenant à Ray et Louis. |                               |                           |                                                  |                                              |
| Michael Learned       | | Fantôme                       | Saison 2 - épisode 4      | Le Secret de la maison hantée                    | The Secret                                   |
| Michael Learned       | La grand-mère de Danielle Atron est désormais un fantôme hantant son ancienne maison (tout en réglant toujours les factures de l'abonnement du journal). La nuit d'Halloween elle fera la rencontre d'Alex venue dans sa maison pour prouver son caractère non hanté. Elle lui apprendra qu'elle est involontairement à l'origine de ses ennuis. En effet, elle a vendu les terres ayant servi à construire l'usine chimique de Paradise Valley. |                               |                           |                                                  |                                              |
| LaReine Chabut        | | Serveuse                      | Saison 2 - épisode 5      | Argent de poche                                  | Suspect                                      |
| LaReine Chabut        | La serveuse du restaurant qui chasse Alex et ses amis car ils n'ont pas assez d'argent pour prendre une commande. |                               |                           |                                                  |                                              |
| Mary Mcdonough        | | Mme Betsy Philipps            | Saison 2 - épisode 5      | Argent de poche                                  | Suspect                                      |
| Mary Mcdonough        | La mère de Kelly et Katie. |                               |                           |                                                  |                                              |
| Scarlett Pomers       | | Jackie Philipps               | Saison 2 - épisode 5      | Argent de poche                                  | Suspect                                      |
| Scarlett Pomers       | La petite sœur insupportable de Kelly. |                               |                           |                                                  |                                              |
| Alexis Field          | | Eric Brooks                   | Saison 2 - épisode 11     | Droit au but                                     | Ray Goes to Washington                       |
| Alexis Field          | L'adversaire de Ray pour l'élection de délégué de classe. |                               |                           |                                                  |                                              |
| Kevin Maloney         | | Mr. Dabersky                  | Saison 2 - épisode 15     | Mack TV                                          | Silence, on tourne                           |
| Kevin Maloney         | Professeur du cours de vidéo. |                               |                           |                                                  |                                              |
| Mina Klob             | | Abigail Hoffman               | Saison 2 - épisode 15     | Mack TV                                          | Silence, on tourne                           |
| Mina Klob             | Grand-mère maternelle d'Alex et Annie qui débordent d'une énergie et d'une joie illimitée. |                               |                           |                                                  |                                              |
| Tohuru Masamune       | | Dr. Matsumura                 | Saison 2 - épisode 19     | World Without Alex'                              | Un monde sans Alex                           |
| Tohuru Masamune       | Un professeur du MIT venu auditionner Annie pour l'obtention d'une place au MIT. |                               |                           |                                                  |                                              |
| Charles Walker        | | Principal Cunningham          | Saison 2 - épisode 19     | World Without Alex'                              | Un monde sans Alex                           |
| Charles Walker        | Le principal du collège Daniel Atron. |                               |                           |                                                  |                                              |
| Mark Brodie           | | Employé du site de démolition | Saison 3 - épisode 1 et 2 | Alex contre Alex [1/2] et Alex contre Alex [2/2] | The Other Side [1/2] et The Other Side [2/2] |
| Mark Brodie           | Employé du site de démolition où se retrouve coincée Alex. |                               |                           |                                                  |                                              |
| Frederick Dawson      | | Oncle Cliff                   | Saison 3 - épisode 1 et 2 | Alex contre Alex [1/2] et Alex contre Alex [2/2] | The Other Side [1/2] et The Other Side [2/2] |
| Frederick Dawson      | L'oncle de Ray qui connaît tous les plans des égouts de Paradise Valley. |                               |                           |                                                  |                                              |
| Jenny Morris          | | Lindsay                       | Saison 3 - épisode 11     | La Rebelle                                       | Bad Girl'                                    |
| Jenny Morris          | Une nouvelle élève au style gothique avec qui Alex se lie d'amitié. |                               |                           |                                                  |                                              |
| Joel Polis            | | Mr Reunolds                   | Saison 3 - épisode 13     | Double vie                                       | Mystery Man                                  |
| Joel Polis            | Le sous-principal du collège en charge de la discipline ainsi que "L'homme Mystère" l'animateur radio le plus populaire des collégiens de Paradise Valley. |                               |                           |                                                  |                                              |
| Josh Server           | | Mr Reynolds                   | Saison 3 - épisode 16     | Appelez-moi Spivey                               | Spivey                                       |
| Josh Server           | Un ancien ami de Louis de Cincinnati que celui-ci essaie d'épater, mettant Alex dans l'embarras à son travail. |                               |                           |                                                  |                                              |
| Francesca Marie Smith | | Jenny                         | Saison 3 - épisode 18     | La Petite sœur                                   | Twelve and a Half                            |
| Francesca Marie Smith | Jenny est une jeune fille peu sûre d'elle qui idolâtre Alex, au point d'être extrêmement agaçante et manipulatrice. Elle harcèle une autre fille en l'insultant, ce qui pousse Alex à essayer de la convaincre de mieux se comporter et d'apprécier ses amies. |                               |                           |                                                  |                                              |
| Van Epperson          | | Woody                         | Saison 4 - épisode 3      | Un grand bol d’air                               | Camping                                      |
| Van Epperson          | Un camarade de colonie de Georges Mack qui était toujours en compétition avec lui et désormais responsable du camp Okachobie. |                               |                           |                                                  |                                              |
| Jennifer Nash         | | Amber                         | Saison 4 - épisode 3      | Un grand bol d’air                               | Camping                                      |
| Jennifer Nash         | Une participante très gentille et sujette à des allergies qui se retrouve dans la chambrée d'Alex au camp Okachobie. |                               |                           |                                                  |                                              |
| Carmen Zapata         | | Mme. Garcia                   | Saison 4 - épisode 10     | Senora Garcia                                    | Señora Garcia                                |
| Carmen Zapata         | Professeur d'espagnol très exigeante du lycée qu'Alex perturbera secrètement avec ses pouvoirs pour venir en aide à Robyn. |                               |                           |                                                  |                                              |
| Todd Waring           | | Le docteur                    | Saison 4 - épisode 11     | Le Stratagème                                    | The Doctor                                   |
| Todd Waring           | Le docteur de la visite médicale que doit passer Alex. |                               |                           |                                                  |                                              |

## Épisodes
| Saison | Nombre d'épisodes | Horaires                                                                     | Horaires                                           | Diffusion États-Unis : Nickelodeon | Diffusion États-Unis : Nickelodeon | Diffusion France : France 2 | Diffusion France : France 2 |
| Saison | Nombre d'épisodes | France                                                                       | États-Unis                                         | Début de saison                    | Fin de saison                      | Début de saison             | Fin de saison               |
| ------ | ----------------- | ---------------------------------------------------------------------------- | -------------------------------------------------- | ---------------------------------- | ---------------------------------- | --------------------------- | --------------------------- |
| 1      | 13                | Le mercredi à 10h30 et tous les jours durant les vacances scolaires à 10h25. | Le samedi à partir de 20h00 dans l'émission SNICK. | Samedi 8 octobre 1994              | Samedi 4 février 1995              | Mercredi 4 septembre 1996   | Mercredi 6 novembre 1996    |
| 2      | 19                | Le mercredi à 10h30 et tous les jours durant les vacances scolaires à 10h25. | Le samedi à partir de 20h00 dans l'émission SNICK. | Samedi 14 octobre 1995             | Samedi 28 septembre 1996           | Lundi 11 novembre 1996      | Mercredi 12 février 1997    |
| 3      | 26                | Le mercredi à 10h30 et tous les jours durant les vacances scolaires à 10h25. | Le samedi à partir de 20h00 dans l'émission SNICK. | Samedi 5 octobre 1996              | Mardi 4 mars 1997                  | Vendredi 3 janvier 1997     | Jeudi 19 février 1998       |
| 4      | 20                | Le mercredi à 10h30 et tous les jours durant les vacances scolaires à 10h25. | Le samedi à partir de 20h00 dans l'émission SNICK. | Mardi 23 septembre 1997            | Jeudi 15 janvier 1998              | Samedi 28 février 1998      | Samedi 12 décembre 1998     |

## Production
Thomas W. Lynch, créateur des émissions Night Tracks et Kids Incorporated, a expliqué que l'idée de la série était inspirée d'un incident survenu dans son enfance.
Le père de Lynch, physicien nucléaire, travaillait avec des matières radioactives dans le garage familial et le produit chimique s'est répandu hors de son contenant.
Lynch a déclaré : « Aujourd'hui, ils auraient fermé tout le quartier. Ça m'a fait mourir de rire, l'idée que ce produit se trouvait là. Et si je le mangeais ? Que m'arriverait-il ? ».
Pour le produit chimique fictif GC-161 de la série, Lynch a expliqué avoir trouvé la partie GC du nom lors de recherches sur l'ADN, tandis que le 161 vient du chiffre huit.
Bien que le personnage d'Alex Mack ait été initialement conçue comme un garçon, Nickelodeon a demandé aux scénaristes de changer le personnage en fille.
La série a été tournée à Valencia, Santa Clarita et dans la vallée de Santa Clarita.
Les intérieurs de la maison des Mack et de l'usine chimique de Paradise Valley ont été filmés dans un ancien entrepôt utilisé comme plateau de tournage.
Le batiment utilisé pour les prises de vue extérieures pour représenter l'usine chimique de Paradise Vallée, est un immeuble de bureau situé au 24799 avenue Rockefeller, à Santa Clarita.
Les scènes de collège ont été tournées dans les écoles élémentaires James Foster et Charles Helmers (pour les extérieurs).
La scène de l'incident a été tournée en partie entre cette dernière, le parc de Northbridge et la passerelle piétonne enjambant Grandview Dr pour mener à l'école. 
Le collège Castaic a été utilisé pour les scènes du lycée.
La maison, utilisée pour les prises de vue extérieures pour représenter celle des Mack, est située au 23444 Westford Place à Valencia.
Les maisons immédiatement voisines ont également servis pour représenter celles de Raymond "Ray" Alvarado (23436 Westford Place) et de Louis Driscoll (23428 Westford Place).
Vers la fin de la série Larisa Oleynik refusa une proposition de contrat de Lynch incluant une cinquième saison ainsi qu'un long métrage. 
Oleynik a déclaré : « Je ne regrette absolument pas cela. C'était une offre incroyable et je le savais à l'époque, mais j'étais un peu épuisée. »

## Commentaires
- Seule l'intégralité de la saison 1 a été éditée (en 2007) aux États-Unis.
- Jessica Alba, alors âgée de 13 ans, a joué dans 3 épisodes de la saison 1. C'était l'un de ses premiers rôles.

## Produits dérivés
Ray Garton a écrit deux romans dérivés avec les personnages de la série : Hocus Pocus (1997) et Lights, Camera, Action! (1998)

## Compléments